# Savazidok

Savazid általános szerkezete

A savazidok RCON3 általános képlettel leírható karbonsav-származékok.

## Előállításuk
Alkil vagy aril savkloridok nátrium-azid vizes oldatával reagálva savaziddá alakulnak.
Savazidok kitűnő hozammal, enyhe körülmények között szintetizálhatók számos karbonsavból és nátrium-azidból trifenilfoszfin és triklóracetonitril katalizátor jelenlétében. Másik lehetőség alifás vagy aromás aldehidek jód-azidos reakciója, melyhez utóbbit nátrium-azid és jód-monoklorid acetonitriles reakciójában állítanak elő.

## Felhasználásuk
A savazidokat kémiai reagensként használják. A Curtius-lebontás során a savazidokból izocianátok keletkeznek.
A Darapsky-lebontás során is keletkeznek savazidok:

## Fordítás
Ez a szócikk részben vagy egészben  az   Acyl azide című angol Wikipédia-szócikk ezen változatának fordításán alapul.  Az eredeti cikk szerkesztőit annak laptörténete sorolja fel. Ez a jelzés csupán a megfogalmazás eredetét és a szerzői jogokat jelzi, nem szolgál a cikkben szereplő információk forrásmegjelöléseként.